# Kanton La Libertad
Der Kanton La Libertad befindet sich in der Provinz Santa Elena im Westen von Ecuador. Er besitzt eine Fläche von etwa 25 km². Im Jahr 2022 lag die Einwohnerzahl bei rund 112.200. Verwaltungssitz des Kantons ist die Stadt La Libertad mit 95.942 Einwohnern (Stand 2010).

## Lage
Der Kanton La Libertad liegt an der Pazifikküste im Südwesten der Santa-Elena-Halbinsel.
Der Kanton La Libertad grenzt im Norden an den Pazifik, im Osten an den Kanton Santa Elena sowie im Süden und im Westen an den Kanton Salinas.

## Verwaltungsgliederung
Der Kanton La Libertad ist deckungsgleich mit der gleichnamigen Parroquia urbana („städtisches Kirchspiel“).

## Geschichte
Der Kanton La Libertad entstand 1993 aus Teilen des Kantons Salinas.
Entwicklung der Einwohnerzahl im Kanton La Libertad bei landesweiten Volkszählungen zum jeweiligen Gebietsstand:
| Jahr                    | Einwohner | +/-    |
| ----------------------- | --------- | ------ |
| 2001                    | 77.646    | –      |
| 2010                    | 95.942    | 23,6 % |
| 2022                    | 112.247   | 17 %   |
| Datenherkunft: Wikidata |           |        |